# Framsenteret
Framsenteret (FRAM – Nordområdesenter for klima og miljøforskning) er et forskningssamarbejde som ledes fra Framsenterets bygning i Tromsø. Framsenteret huser en række forsknings- og forvaltningsinstitutioner med fokus på på arktiske miljøspørgsmål. Framsenteret består af 20 institutioner som driver med tværfaglig forskning, rådgivning, forvaltning og formidling inden for naturvidenskab, teknologi og samfundsvidenskab.
Framsenteret var tidligere kendt som Polarmiljøsenteret (Senter for miljø og samarbeid i polarområdene og Barentsregionen). Navneskiftet skete 29. september 2010 ved formel åbning repræsenteret af statsminister Jens Stoltenberg, kunnskapsminister Kristin Halvorsen og kommunalminister Liv Signe Navarsete.
I tilknytning til centret ligger også oplevelsescentret Polaria.

## Institutionen og forskning
Framsenteret er forkortelsen for FRAM – Nordområdesenter forskning på klima og miljø. Framsenteret er et tværfaglig kompetancecenter for forskning, miljøovervågning og rådgivning i Barentshavet, den arktiske regionen og Antarktis. Centret er et nationalt samarbejdsprojekt mellem en række forskellige norske institutioner.
I tillæg til forskningen som allerede gøres i de forskellige medlemsinstitutioner, samarbejdes der indenfor rammen af Framsenteret om seks forskningsprogram. Forskningen er koncentreret om hvilken betydning klimaændringer, forurening og andre påvirkninger har for natur og samfund i nordområderne. Bred formidling af resultaterne, både nationalt og internationalt, er en vigtig del af aktiviteten. Forskningen bliver hovedsagelig finansieret af Miljøverndepartementet, samt af Fiskeri- og kystdepartementet, Utdanningsdepartementet og Utenriksdepartementet.
I dag består Framsenteret af forskningsinstitutionerne Norsk Polarinstitutt, Akvaplan-niva/NIVA, Norsk institutt for naturforskning, Norsk institutt for skog og landskap, Norsk institutt for luftforskning, Norsk institutt for kulturminneforskning, Norsk institutt for skog og landskap, Norges geologiske undersøkelse, Statens strålevern, Statens kartverk og Kystverket,Havforskingsinstituttet, CICERO, SINTEF, Bioforsk, NORUT, UNIS, Nofima, Universitetet i Tromsø, Norges Veterinærhøgskole og Veterinærinstituttet. Associeret medlem er oplevelsescentret Polaria som ligger ved siden af Framsenterbygget.
I tillæg holder en del andre sekretariater og virksomheder til i Framsenterbygget. Arktisk Råds sekretariat har sine lokaler i Framsenterbygget.
Framsenteret har et eget sekretariat som koordinerer forskning og formidling. I tillæg til fælles forskningsflagskib koordinerer Framsenteret AS brugerinteresser vedrørende byggeri og drift fællestjenester i Framsenteret, herunder markedsføring og profilering. Administrerende direktør ved Framsenteret AS er Are Johnsen.
Framsenterets samarbejdsorgan består af et fælles centermøde der de 20 medlemsinstitutioner har stemmeret og vælger en centerleder. Rektor ved UIT, Anne Husebekk er leder og overtog egter Jan-Gunnar Winther i lederhvervet i 2015. Fælles forskningsprogram ledes af en forskningsledergruppe valgt af centermødet.

## Bygningen
Framsenteret (tidligere Polarmiljøsenteret) er også bygningen som rummer de nævnte institutioner. Den blev opført af Statsbygg og stod færdig i efteråret 1998. Arkitekter var JAF arkitektkontor på Gjøvik, og bygherre var Miljøverndepartementet i forbindelse med Stortingets vedtagelse i 1993 om at flytte Norsk Polarinstitutt fra Oslo til Tromsø. Bygningen indeholder diverse kontorer, laboratorier, bibliotek, lagerrum, konferencelokaler, kantine med mere fordelt over 15.000 m² og seks etager.
Framsenteret ligger i strandkanten lige syd for Tromsø centrum, mellem Hålogaland Teaters nybyggeri, havnen, Tromsø kunstforening og Macks Ølbryggeri. Lige vest for bygningen holder Fylkesmannen i Troms og Troms fylkeskommune til.
Sammen med Polaria modtog Framsenteret i 2003 FIABCI Norways Eiendomspris for "god norsk arkitektur og byggeskik".